# Фурукава, Такахару
Такахару Фурукава (яп. 古川 高晴; род. 9 августа 1984 года, Аомори, Япония) — японский стрелок из лука, трёхкратный призёр Олимпийских игр, призёр чемпионата мира, победитель Азиатских игр. Участник 6 подряд Олимпийских игр (2004—2024).
Тренер спортсмена — Хидэаки Ямада. 
Дебютировал на Олимпийских играх в 2004 году в Афинах в возрасте 20 лет, где занял 22-е место в личном первенстве и восьмое место в командном. На следующих Играх в Пекине также выступил неудачно. В 2012 году на Играх в Лондоне завоевал серебро в личном первенстве, уступив в финале корейцу О Джин Хёку. На Играх 2016 года в Бразилии стал 8-м в личном первенстве. На домашних Играх 2020 года завоевал две бронзовые медали в личном и командном первенстве.